# Мані (пророк)
Мані (перс. مانی, [mɔːˈniː], східноарамейська Mānī ḥayyā «живий Мані», грец. Manichaíos, лат. Manes або Manichaeus; 14 квітня 216, Мардіна, неподалік від Ктесифону — 14 лютого 276 або 26 лютого 277, Гондішапур) — засновник маніхейства, релігії, названої його іменем.

## Біографія
Мані жив у перській державі Сасанідів й провів дитинство у християнській секті хрестителів. У дорослому віці він покинув секту і заснував власну громаду, яка сповідувала близьке до гнозису вчення абсолютного дуалізму добра і зла та світла й пітьми. Проголошуючи своє вчення, Мані посилався на боже откровення, якому він завдячує своїм знанням про світ.
Мані вважав себе продовжувачем вже існуючих релігій (Християнство, Зороастризм, Буддизм), засновників яких він вважав своїми попередниками. Свою релігійну громаду він організував за ієрархічним принципом за зразком християнської церкви. Місіонерська діяльність Мані спершу мала підтримку перських правителів, маніхейство за короткий час поширилося на багато регіонів. Та пізніше Мані зазнав поразки у конфлікті з зороастрійськими жрецями, які домоглися арешту й ув'язнення Мані. Всупереч легенді про його страту на хресті, Мані помер у в'язниці.